# Ayvalık
Ayvalık é uma cidade litorânea na costa noroeste do mar Egeu, na Turquia. É um distrito da província de Balıkesir. O centro da cidade de Ayvalık é cercado pelo arquipélago das Ilhas Ayvalık, as quais se localizam na proximidade da ilha grega de Lesbos.
Na antiguidade, a região era ocupada por uma cidade portuária eólia chamada Kydonies (em grego clássico: Κυδωνίες), cujo porto servia cidades vizinhas, como Pérgamo. Durante a era otomana, o nome da cidade foi trocado para Ayvalik. No entanto, a região permaneceu predominantemente grega por séculos e, embora os turcos a conhecessem por seu nome atual, sua população grega permaneceu usando o nome antigo Kydonies ou, eventualmente, a versão helenizada de seu novo nome, Aivali (Αϊβαλί).

## Geografia
Ayvalık é um distrito da província de Balıkesir, na Turquia, na costa do Mar Egeu. Está situado numa planície costeira estreita, com colinas baixas cobertas por pinheiros e oliveiras ao leste. Pelo mar, Ayvalık é cercada pelo arquipélago das Ilhas Ayvalık (a maior das quais é a Ilha Cunda) e por uma península estreita no sul chamada Hakkıbey. Ayvalık é o distrito mais ao sul da província de Balıkesir. Gömeç, Burhaniye e Edremite são outros distritos vizinhos, situados nas margens do mar Egeu e alinhados respectivamente ao norte de Ayvalık. A região sofre influência de um típico clima mediterrâneo, com invernos amenos e chuvosos e verões quentes e secos.

### Na antiguidade
A região de Ayvalik era conhecida na antiguidade como Aeolis. As ruínas de três importantes cidades se localizam a uma curta distância de carro de Ayvalık: Assos e Troia ao norte, e Pérgamo ao leste. O Monte Ida (em turco: Kaz Dağı), que se localiza nas proximidades e pode ser visto a partir de várias localidades no município, desempenhava um papel importante na mitologia grega e em contos folclóricos - como o culto a Cibele e os livros sibilinos; a Guerra de Troia e o poema épico Ilíada, de Homero; a ninfa Idaea, esposa do deus do rio Escamandro; Ganímedes, filho de Tros; Páris, filho de Príamo; Enéias, filho de Anquises e da deusa Afrodite, protagonista do antigo poema épico romano Eneida, de Virgílio.

## História
Vários estudos arqueológicos na região provam que Ayvalık e seus arredores foram habitados desde a era pré-histórica. Joseph Thacher Clarke acreditava ter identificado a região como a localidade de Cístene, colônia grega mencionada por Estrabão como um lugar em ruínas em um porto natural além do Cabo Pirra.

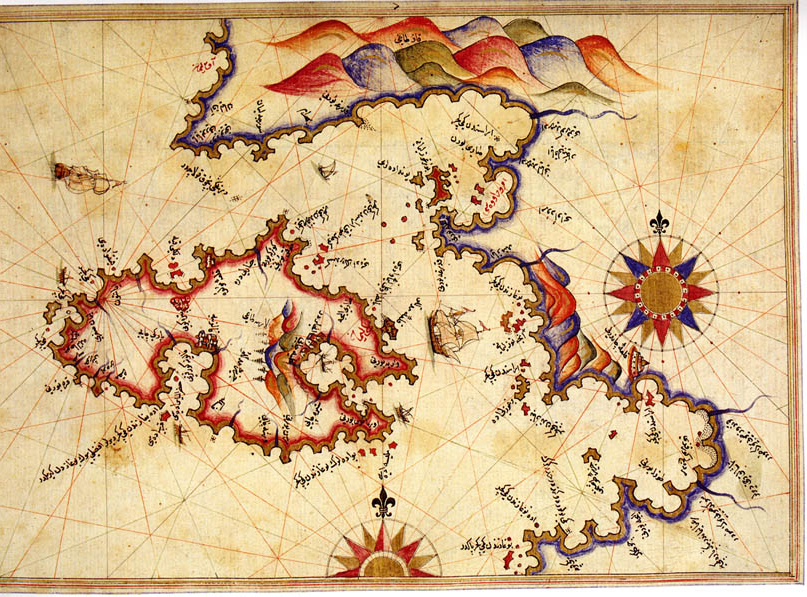
Mapa histórico de Ayvalık por Piri Reis.

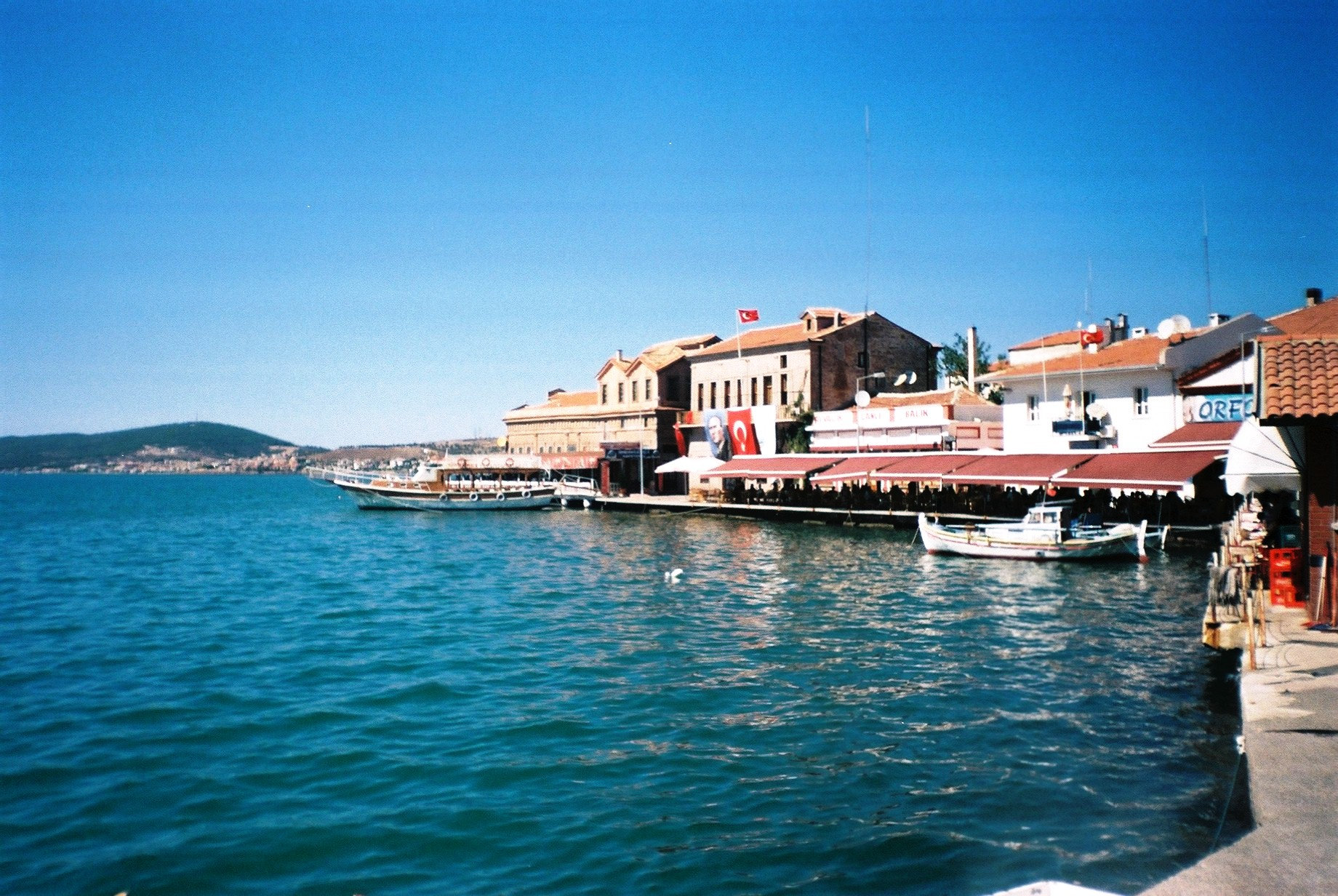
Beira-mar com antigas casas gregas no porto de Ayvalik.

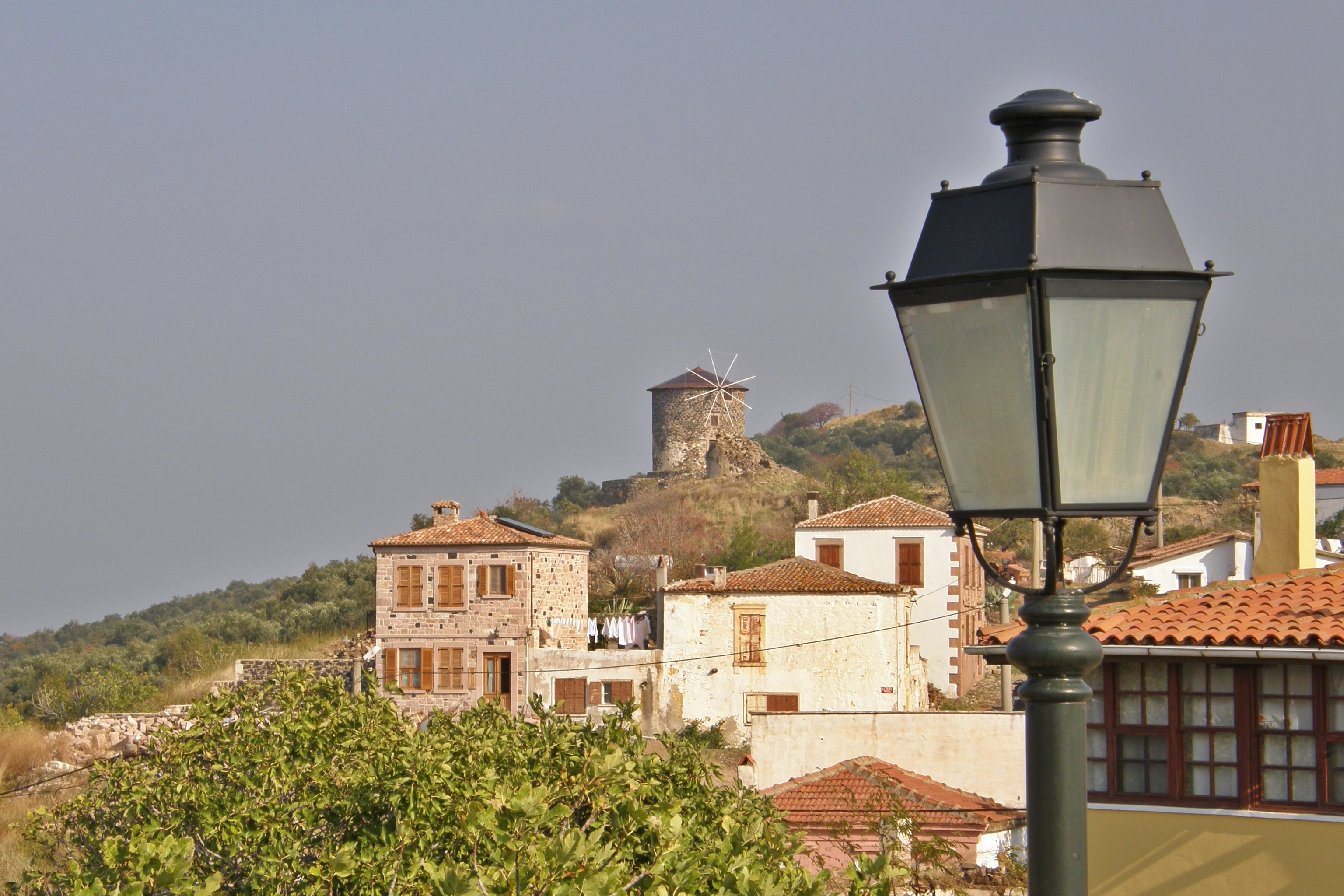
Casas na ilha de Cunda, a maior das ilhas Ayvalık.

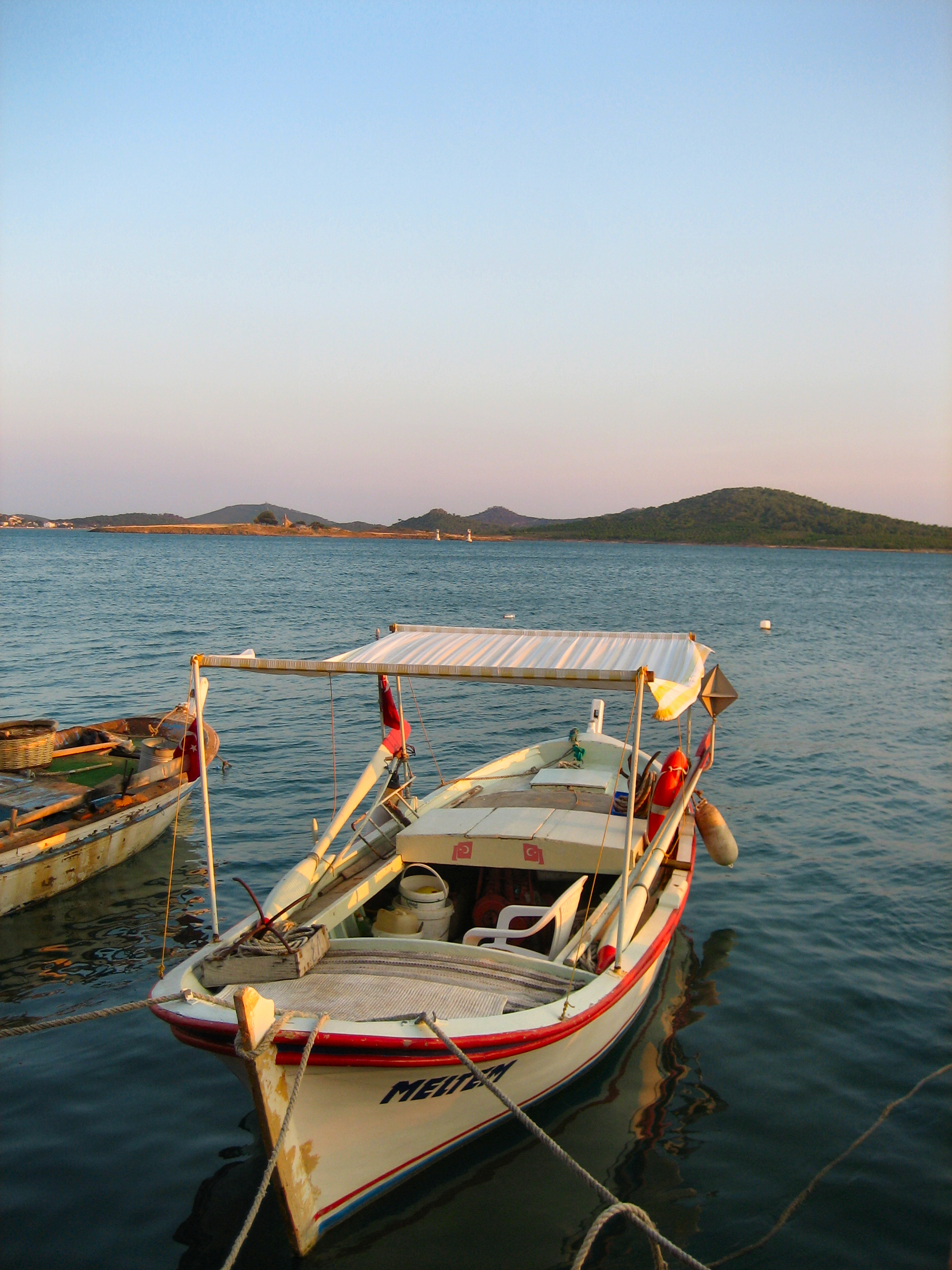
Vista de um restaurante de pescados no porto da ilha de Cunda.

Pordoselene, perto do centro de Ayvalık, também foi um assentamento importante na Antiguidade. Suas ruínas encontram-se na parte oriental da ilha Cunda, próximo ao mar. Todos os dados arqueológicos no local foram relacionados à Idade Clássica e Medieval.
A ameaça constante representada pela pirataria no passado não permitiu o pleno desenvolvimento dos assentamentos nas ilhas do arquipélago, e portanto apenas na Ilha Cunda (também denominada pelos turcos como Ilha Alibey e conhecida entre os gregos como Moschonisia, ou "ilha perfumada") foi possível manter presença humana em maior quantidade, uma vez que é a maior ilha e a mais próxima do continente.
Depois do período bizantino, a região ficou sob o domínio do beilhique anatólio de Karasi no século XIII. Posteriormente foi anexada ao território do beylik otomano, o qual viria a se tornar o Império Otomano nos séculos seguintes. Os habitantes locais contribuíram com suas economias para a luta grega pela independência, incluindo a famosa Psorokostaina.
Em 1821, após protestos e tumultos, a população grega masculina foi massacrada e as mulheres e crianças foram destinadas à escravidão. Conforme relatado pelo embaixador britânico Lord Strangford, Osman Pasha, tendo recebido e aceitado a rendição dos gregos aivaliotes, demonstrou-se indulgente a ponto de permitir que eles mantivessem suas armas. A situação na cidade teria permanecido estável até a chegada repentina de um grande esquadrão de insurgentes gregos, o que estimulou os habitantes a tentarem uma nova revolta, por acreditarem que este havia chegado em seu socorro. Houve um novo grande levante que culminou na morte de cerca de mil e quinhentos turcos. Contudo, o esquadrão (cuja chegada à baía de Ayvalık havia sido meramente acidental) partiu, ficando a comunidade local sujeita a uma resposta violenta dos turcos.
Em 1920 a população da cidade era estimada em 60.000. No local havia um pequeno porto que exportava sabão, azeite, couros de animais e farinha. Os britânicos descreveram Aivali (Ayvalık) e Edremid (Edremite), como a terra do melhor azeite de olivas da Ásia Menor. Eles relataram exportações de azeite local em grande quantidade para a França e a Itália. No entanto, a indústria do azeite de Ayvalık sofreu um duro golpe após a Primeira Guerra Mundial devido à deportação das populações cristãs na área (algumas das quais fugiram para as ilhas gregas no Mar Egeu) associada à assinatura do Tratado de Lausanne, que até então eram os principais fabricantes de azeite. Alarmado com o declínio da indústria, o governo turco trouxe de volta 4.500 famílias gregas para a área, a fim de retomar a produção de azeite.  No entanto, embora esses gregos repatriados recebessem salários, eles não tinham permissão para viver em suas próprias casas e eram mantidos sob vigilância estatal constante.

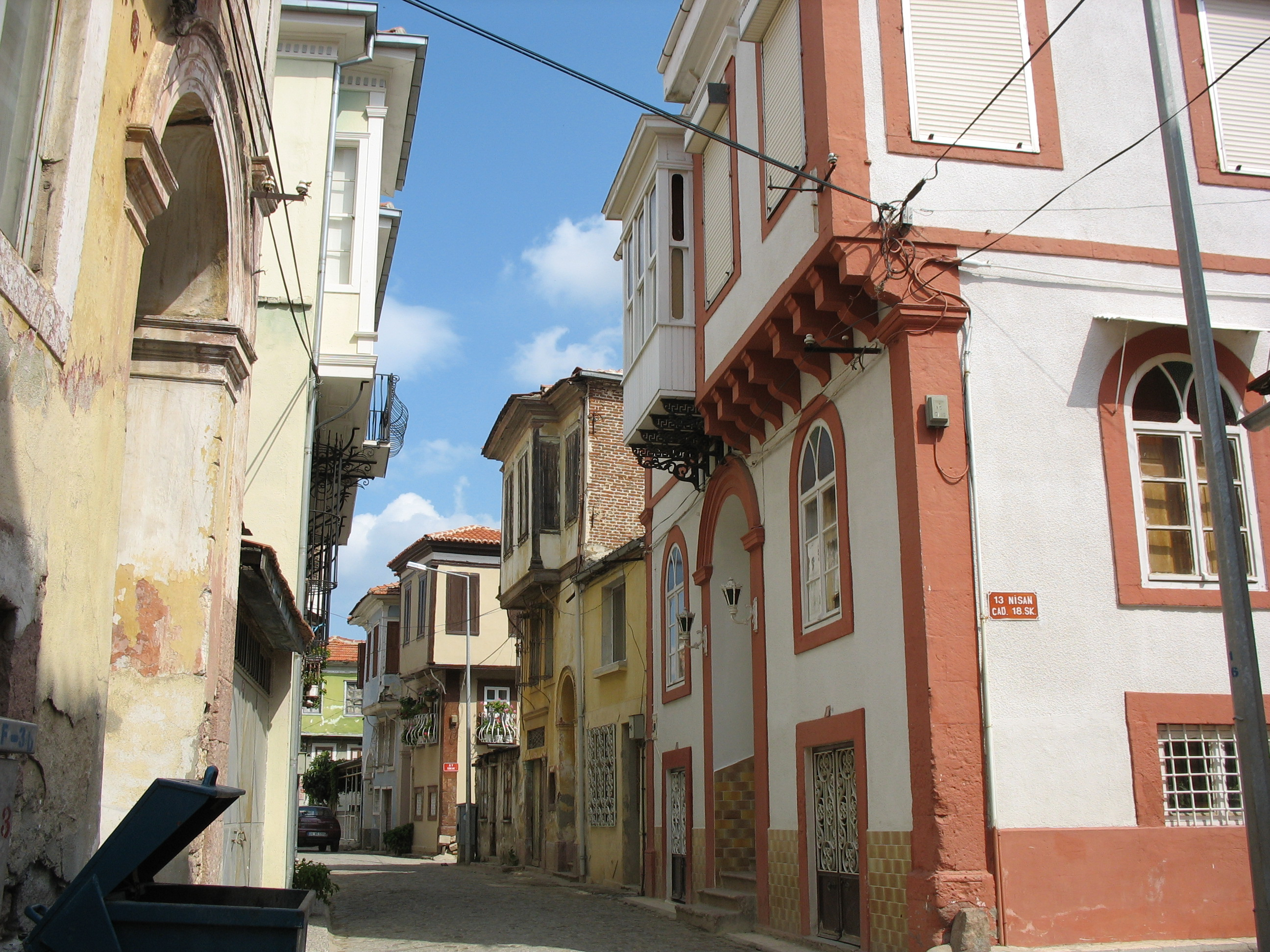
Casas da era otomana em Ayvalik.

Até 1922, Ayvalik era quase totalmente povoada por gregos. Evidências anedóticas indicam que, imediatamente após a derrota na Batalha naval de Chesma (Çeşme), o almirante otomano Cezayirli Gai Hasan Pasha (o qual posteriormente receberia o título de Grão-Vizir) e seus soldados sobreviventes, no caminho de volta à capital, foram hospedados por um sacerdote cristão local em Ayvalık, que não sabia quem eles eram. Hasan Pasha não esqueceu a gentileza demonstrada a seus marinheiros em uma hora da necessidade e, quando se tornou Grão-Vizir, concedeu autonomia aos gregos de Ayvalik, abrindo caminho para que a cidade se tornasse um importante centro cultural para essa comunidade no Império Otomano durante o século XIX e o início do século XX.
A cidade foi tomada pelo exército grego em 29 de maio de 1919 e retomada três anos depois pelas forças turcas sob o comando de Mustafa Kemal Atatürk em 15 de setembro de 1922. Uma parte da população conseguiu fugir para a Grécia. No entanto, uma parte significativa dos homens locais foi aprisionada pelo exército turco e morreu durante as marchas de morte no interior da Anatólia. Entre as vítimas estavam o clero cristão da cidade e seu bispo metropolitano Gregory Orologas. Após a Guerra da Independência Turca, a população grega remanescente e suas propriedades na cidade foram trocadas por uma população muçulmana oriunda da Grécia e de outras terras anteriormente otomanas, sob o acordo de 1923 para o intercâmbio de populações entre a Grécia e a Turquia. A maior parte dos novos habitantes eram turcos muçulmanos de Mitilene, Creta e da Macedônia. Muitas das mesquitas atuais na cidade são igrejas ortodoxas gregas que foram convertidas após a troca da população.

## Modern Ayvalık

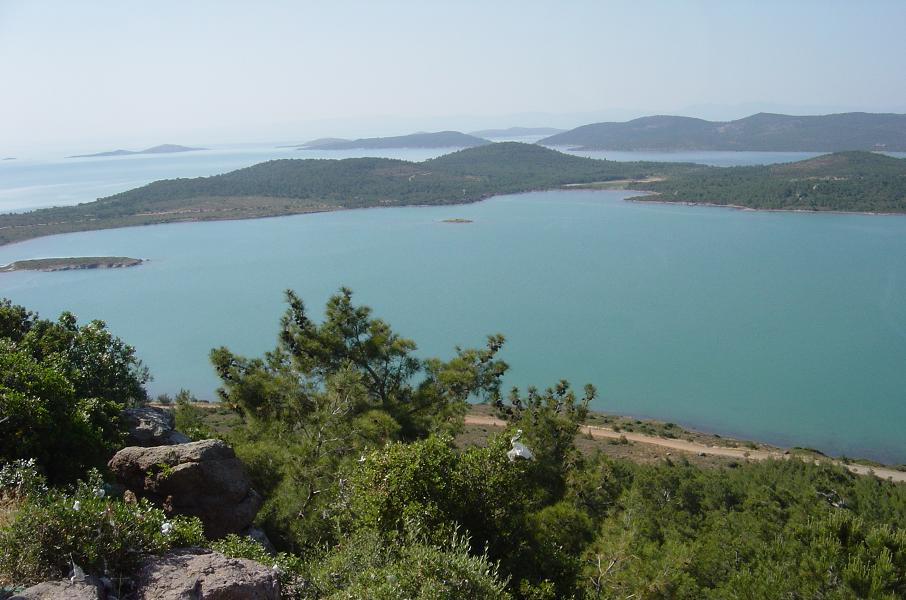
Arquipélago de Ayvalik no Mar Egeu, visto a partir da colina de Şeytan Sofrası.

Hoje, a população de Ayvalık é de cerca de 30.000 habitantes, com significativo aumento durante o verão devido ao turismo. Ayvalık e seus arredores são famosos pela alta qualidade da sua produção de azeite, que fornece uma importante fonte de renda para a população local. Ayvalık e as inúmeras ilhotas que circundam a área da baía são populares destinos de férias na Turquia contemporânea. A maior e mais importante dessas ilhotas é a Ilha de Cunda (também conhecida como Ilha de Alibey), que está conectada à Ilha de Lale, e desta ao continente, por uma ponte no formato causeway construída no final da década de 1960. Esta é a ponte mais antiga da Turquia que liga terras separadas por um estreito. Ayvalık e Cunda são famosas por seus restaurantes de frutos do mar localizados à beira-mar.

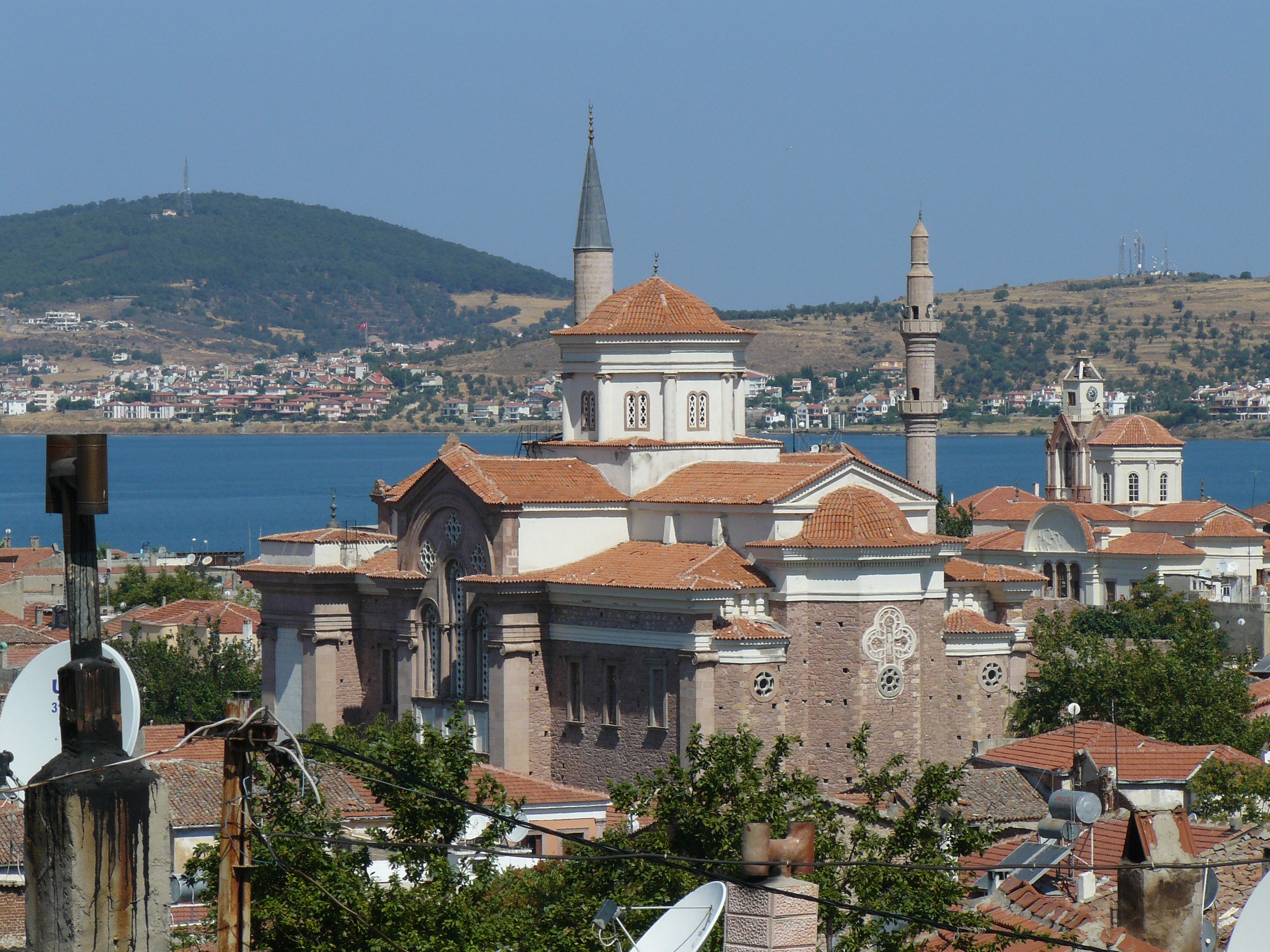
Duas mesquitas (antigas igrejas) no centro histórico da cidade de Ayvalik.

Ayvalık também tem duas das mais longas praias da Turquia, que se estendem até o distrito de Dikili, em Izmir, quase 30 km ao sul. Estas são as praias Sarimsakli e Altınova. Nos últimos anos, Ayvalık também se tornou um importante polo para mergulhadores devido à sua fauna subaquática.
Ayvalık fica próxima de Bergama (antiga Pérgamo), que é outra atração importante para os turistas, com ruínas que remontam à antiguidade clássica. O Golfo de Edremite, o Monte Ida e as antigas cidades de Assos e Tróia, ao norte; e as cidades costeiras de Dikili (perto da antiga Atarneus) e Foça (antiga Phocaea) ao sul; também estão a uma curta distância de carro para excursões diárias. Balsas operam diariamente entre Ayvalık e Mitilene na ilha de Lesbos, na Grécia.
A Academia Internacional de Música de Ayvalık (AIMA) foi fundada em setembro de 1998. Os alunos recebem aulas de violino, viola e violoncelo. A academia reúne estudantes de todo o mundo e oferece a eles uma preciosa oportunidade de trabalhar com mestres ilustres de seu ramo.
A Universidade de Harvard estabeleceu, juntamente com a Universidade de Koç, na Turquia, um projeto na ilha de Cunda, em Ayvalık, através do qual organizam durante todos os verões uma Escola de Verão Intensiva de Otomano e Turco.
Com o seu rico património arquitectônico, Ayvalık é membro da Associação Europeia de Cidades e Regiões Históricas (EAHTR), sediada em Norwich.

## Cultivo de azeitona
Ayvalık possui relatos de cultivo de olivas por milênios, com mais de 2,5 milhões de oliveiras cobrindo 13.200 hectares, ou 41,3% da região. Centenas de árvores têm mais de 500 anos de idade. A produção comercial começou na década de 1950 e se destacou na década de 1960.

A variedade de oliveiras de Ayvalık, com 24% de aproveitamento, está entre as dez principais cultivares da Turquia. 80% dos frutos das olivas são processados em óleo, 20% em azeitonas de mesa (a área é o segundo maior produtor de azeitonas da Turquia). Os outros são Çekiste (26% de rendimento com 1.300.000 árvores), Çelebi (400.000 árvores e 20% de rendimento), Domat, Erkence (25% de rendimento e bom polinizador com 3.000.000 de árvores), Gemlik (29% de rendimento e bom polinizador), Izmir Sofralik (20% de rendimento), Memecik, Memeli (20% de rendimento e bom polinizador) e Uslu (900.000 árvores).

## Habitantes ilustres
- Photis Kontoglou, escritor, pintor e iconógrafo
- Elias Venezis, autor
- Gregory (Orologas) de Kydonies, bispo metropolitano de Kydonies, etnomártir que tornou possível que a maioria da população grega fugisse para a Turquia via Cruz Vermelha Internacional, sendo executado pelas autoridades turcas durante o conflito
- Stratos Pagioumtzis, cantor de rebético grego
- Konstantinos Tombras, operador da primeira impressora na cidade e da primeira impressora na Grécia
- Georgios Tombras, soldado grego da luta da Macedônia e da Primeira Guerra dos Balcãs
- Marco Misciagna, violinista virtuoso italiano, a primeira e única pessoa a receber a cidadania honorária da cidade de Ayvalık.
- Efstratios Pissas, revolucionário grego da Guerra da Independência grega e mais tarde tenente-general.